# Villamor Air Base
La Colonel Jesus Villamor Air Base, nota semplicemente come Villamor Air Base (IATA: MNL, ICAO: RPLL), è il quartier generale dell'Aeronautica militare filippina (PAF) e condivide le piste con l'aeroporto Internazionale Ninoy Aquino (NAIA). In passato era conosciuto come Nichols Field o Nichols Air Base. Utilizzata principalmente come base aerea per il trasporto di elicotteri della PAF, la Maharlika Hall situata nella base è utilizzata dal Presidente delle Filippine quando parte per viaggi all'estero o nazionali. Inoltre, i dignitari stranieri in visita a Manila arrivano solitamente alla base aerea.
La base prende il nome dal pilota filippino della Seconda Guerra Mondiale Jesús A. Villamor.

## Storia
Nichols Field fu costruito nel 1919 dagli Stati Uniti durante il governo insulare e nel 1941 fu utilizzato come campo d'aviazione dalle United States Army Air Forces nel teatro del Pacifico sud-occidentale. Il campo era la sede del 20º gruppo di basi aeree dell'U.S. Far East Air Force. Inoltre, sul campo aveva sede la truppa F del 26º reggimento di cavalleria degli Stati Uniti.
Base della Fifth Air Force, Nichols Field si trovava nel territorio di occupazione giapponese delle Filippine, dal dicembre 1941 al gennaio 1945.
Designata Nichols Air Base dopo l'indipendenza delle Filippine, nel 1997 la base è stata ridotta per far posto alla costruzione del Terminal 3 dell'aeroporto di Manila e di Newport City.
Nel 2007 è stata completata un'uscita della metro "Skyway" sia per la base aerea che per il Terminal 3 della NAIA.
Nel 2010, il furgone dell'AVSECOM (chiamato da alcuni "il furgone della morte di Ninoy Aquino") che aveva trasportato il corpo di Ninoy Aquino all'ospedale dopo il suo assassinio nel 1983 è stato trovato all'interno della Nichols Air Base (ora chiamata Villamor Airbase). La notizia è stata riportata solo due anni dopo da ABS-CBN News. Le foto di questo "furgone della morte" sono state successivamente pubblicate sul blog della giornalista investigativa filippina Raissa Robles, che ne ha denunciato la scoperta.